# Sloup v Čechách
Sloup v Čechách è un comune della Repubblica Ceca facente parte del distretto di Česká Lípa, nella regione di Liberec.